# King, North Carolina
King är en ort i Stokes County i delstaten North Carolina, USA.